# Незвичайні пригоди містера Веста в країні більшовиків
«Незвичайні пригоди містера Веста в країні більшовиків» (інша назва: «Чим це скінчиться?») — радянська ексцентрична кінокомедія режисера Льва Кулєшова, знята за оригінальним сценарієм Миколи Асєєва в 1924 році.

## Сюжет
Початок 1920-х років. Голова Американського товариства молодих християн Джон Вест приїжджає в Радянську Росію з Брексвілла, штат Огайо, США (передмістя Клівленда). Друзі, читали в журналах про «жахи більшовизму», відмовляли його від цього нерозумного кроку. Перелякана дружина примирилася з від'їздом тільки після твердого запевнення, що містера Веста буде супроводжувати безстрашний і відданий слуга Джедді. Після приїзду в Москву містер Вест несподівано швидко змушений розлучитися зі вкраденим безпритульними портфелем і зі своїм турботливим супутником, що заблукали в незнайомому місті. Наївний і довірливий американець стає об'єктом вимагання зграї авантюриста Жбана. Переодягши своїх спільників по образу «страшного більшовика» з ілюстрованого журналу, знайденого у вкраденому безпритульними портфелі, він інсценував арешт містера Веста і подальший втечу з «допомогою» нових знайомих. Під час отримання викупу зловмисники були заарештовані міліцією, піднятою на ноги після звернення з проханням про допомогу від Джедді, що знайшовся. У фіналі картини міліцейський чин показує Весту оновлену більшовиками Москву, і той їде додому з почуттям симпатії до Країни Рад.

## У ролях
- Порфирій Подобєд —  містер Джон С. Вест
- Олександра Хохлова —  «графиня фон Сакс»
- Борис Барнет —  ковбой Джедді
- Петро Галаджев —  авантюрист
- Андрій Горчилін —  міліціонер
- Сергій Комаров —  одноокий
- Леонід Оболенський —  франт
- Всеволод Пудовкін —  Жбан, авантюрист, в минулому естет
- П. Харлампієв —  Сенько Свищ, безпритульна шпана
- С. Салтов —  переодягнений «більшовиком»
- Віктор Латишевський —  переодягнений «більшовиком»
- Віра Лопатіна —  Еллі, американка
- Володимир Фогель —  забіякуватий юнак
- Віра Маринич — дружина містера Веста

## Знімальна група
- Автор сценарію: Микола Асєєв
- Режисер: Лев Кулєшов
- Оператор: Олександр Левицький
- Художник: Всеволод Пудовкін